# Magikland
A Magikland é um parque temático, que abriu a 16 de Junho de 2012 em Penafiel, Distrito do Porto.
Originalmente chamava-se Bracalândia, que após transferência de Braga abriu em 2010, mas em 2011 fechou visto que esperados no principio 300 a 400 mil visitantes por ano, mas no ano de abertura apenas teve 145 mil visitantes e esse numero diminui para 112 mil em 2011, e por consequência abriu-se um plano de insolvência.

## Conhecer o Parque
A entrada do Parque situa-se na Praça de São Jorge (bilheteiras e edifícios administrativos e de apoio). 
A partir desta zona e ao transpor a entrada o visitante pode conhecer a verdadeira terra da diversão. Sete hectares dividem-se em seis áreas temáticas, lugares onde pode desfrutar de momentos fantásticos em família, com espaços verdes, espaços com água, pensados ao pormenor para proporcionar um dia relaxante e em pleno contacto com a natureza.
A viagem começa em África por entre telhados de colmo, onde poderá fazer um safari nos pequenos camiões do Dakar, sobrevoar nos aviões de África Minha, passar pela Sanzala onde se encontram os carrinhos de choque, tentar não se molhar nos Bumper Boats.
No Mundo da Confusão, poderá passear pelas ruas parisienses onde encontrará uma pequena Torre Eiffel, carrosséis com duendes, cavalos, abóboras mágicas, Mickey's, Minnie's, patetas e elefantes voadores, um Bosque Encantado repleto de árvores reais e fictícias entre as quais serpenteia um carril por onde passa um mágico comboio e uma Roda Panorâmica com uma paisagem magnífica sobre todo o parque.
Bem perto irá encontrar a Aldeia Medieval, que aparece por entre brumas revelando um mundo de cavaleiros e donzelas, onde sobressai um Castelo Fantasma para assustar e uma Torre de Princesa para encantar.
Caminhando para o Refúgio dos Piratas descortina-se uma pequena ilha onde está ancorado um Galeão Pirata prometendo mistério e aventura aos mais intrépidos. Por entre caveiras os pequenos capitães encontrarão adrenalina na nossa Corsária.
No Far-West, dominado pela colossal e vertiginosa Montanha Mágica (a única montanha-russa em Portugal ativa), encontrará um mundo sem lei, trespassado pela Caravana e por índios selvagens.
Na Estação dos Carvalhais poderá apanhar o comboio que o levará numa viagem pelo mundo perdido repleto de gigantes dinossauros e pequenas cascatas, seguindo pelo Far-West terminando pela Aldeia Medieval e Mundo da Confusão.
Poderá aproveitar a Lagoa Artificial, o Lago do Galeão e a mais recente aquisição, Magikpool, recomendado aos mais pequenos para uns banhos refrescantes.
Em todo o recinto encontrará 5 áreas de alimentação diversificadas espalhada por todo o parque que completam a nossa oferta, estas são o Kimbo Bar (África), o Bar Elétrico (Mundo da Confusão), o Bar Pirata (Refúgio dos Piratas), o Self-Service (Restaurante, Refúgio dos Piratas) e não esquecendo o Cantinho das Guloseimas onde poderá complementar e deliciar-se com as nossas fantásticas surpresas doces.
A Magikland oferece horas infinitas de alegria, diversão e animação a “pequenos e graúdos”.

## Atualidade
Após 2012, e até hoje o parque tem sofrido algumas alterações positivas, o que fez que o parque de momento seja mais divertido, mais limpo, mais organizado, mais bonito.
Os meses de funcionamento do parque são normalmente de abril a setembro, estando aberto todos os dias nos meses de verão.

## Atrações
|   | ZONA TEMÁTICA       |                   | ATRAÇÃO                                                                                           | ESTADO DA ATRAÇÃO         | ANO DE ABERTURA          | ANO DE FECHO  |
| - | ------------------- | ----------------- | ------------------------------------------------------------------------------------------------- | ------------------------- | ------------------------ | ------------- |
| 1 | África              | 01 02 03 04 05 06 | - África Minha - Dakar - Sanzala - Bumber Boats - Enterprise - Zambeze                            | Ativa Ativa Inativa       | 2012 2012 2014 2016 2012 | - - 2017 2014 |
| 2 | Mundo da Confusão   | 07 08 09 10 11 12 | - Bosque encantado - Jumbo - Carrossel Infantil - Space - Carrossel Parisiense - Carrossel Mágico | Ativa Ativa Inativa       | 2012 2012 2014 2012      | - - 2013      |
| 3 | Aldeia Medieval     | 13 14 15 16       | - Roda Panorâmica - Estação dos carvalhais - Castelo Fantasma - Torre da princesa                 | Ativa Ativa               | 2012 2012                | - -           |
| 4 | Refúgio dos Piratas | 17 18 19 20 21    | - Corsária - Barco Pirata - Lagoa artificial - Lago do Galeão - Magikpool                         | Ativa Inativa Ativa       | 2012 2012 2013 2014 2019 | - 2013 -      |
| 5 | Far-west            | 22 23 24 25       | - Montanha Mágica - Caravana - West Train - Rio Bravo                                             | Ativa Ativa Inativa Ativa | 2012 2012 2014           | - - 2013 -    |
| 6 | Souk                | 26                | -Mercado Árabe                                                                                    | Ativa                     | 2012                     | -             |